# George Stuart White

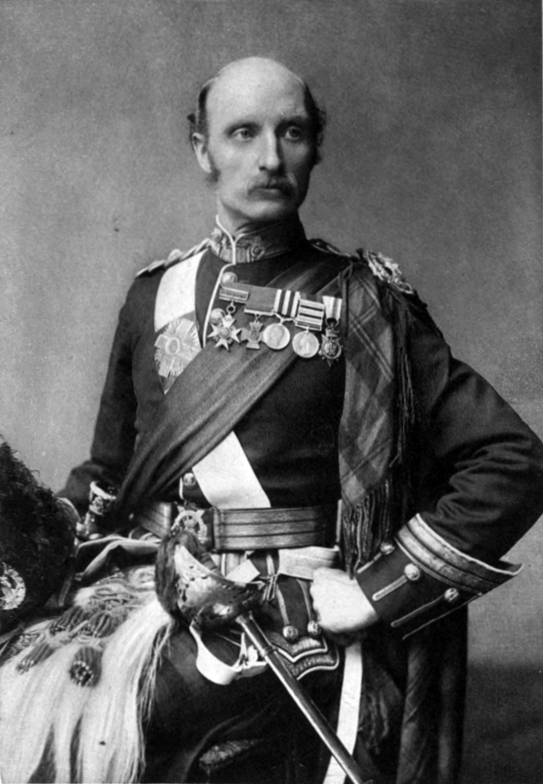
George Stuart White aus Celebrities of the Army, London 1900

Sir George Stuart White VC, GCB, OM, GCSI, GCMG, GCIE, GCVO (* 4. Juli 1835; † 24. Juni 1912) war ein britischer Feldmarschall, Oberbefehlshaber in Indien, Gouverneur von Gibraltar und Befehlshaber der Garnison von Ladysmith im Burenkrieg.

## Leben
White trat nach Abschluss der Royal Military Academy Sandhurst als Offizier der Royal Inniskilling Fusiliers in die British Army ein. Mit diesem Regiment kämpfte er im Sepoy-Aufstand in Indien. 1878 bis 1880 kämpfte er als Major und stellvertretender Regimentskommandeur des 92nd Regiment of Foot (Gordon Highlanders) im Zweiten Anglo-Afghanischen Krieg. In diesem Feldzug führte er am 1. September 1880 den finalen Angriff auf Kandahar. Für seinen Einsatz in der Schlacht von Charasiah am 6. Oktober 1879 wurde er mit dem Victoria-Kreuz, der höchsten britischen Auszeichnung „für überragende Tapferkeit im Angesicht des Feindes“ ausgezeichnet. Im Januar 1881 wurde er als Lieutenant-Colonel Kommandeur der Gordon Highlanders. Im Februar 1885 nahm er an der Gordon Relief Expedition im Sudan zur Rettung von Gordon Pascha und während des Mahdi-Aufstandes unter Garnet Wolseley teil. Am 2. März 1885 wurde er zum Colonel befördert.
Ab Herbst 1885 diente Stuart in Burma und wurde 1886, für seine Teilnahme am dritten Britisch-Birmanischen Krieg, als Knight Commander des Bathordens in den persönlichen Adelsstand erhoben. Nach Ende des Krieges übernahm er von Lord Roberts 1887, als Major-General, den Oberbefehl in Burma.
1890 führte er die Zhob Field Force an der North West Frontier. Diese hatte den Auftrag die Rebellen um Dost Muhammed zu stellen. White rückte am 1. Oktober in das Zhob-Tal ein. Da er die Gesuchten nicht fand, kam es zu keinen Gefechten. Der General beschloss daraufhin, die Einheimischen dadurch zu beeindrucken, dass er seine Truppen den Berg Takht-i-Suleiman (3375 m) besteigen ließ, der als von Osten unbesteigbar, selbst für Gämsen, galt. Den britischen Soldaten und ihren Sepoys gelang dies unter größten Anstrengungen.
1893 folgte er im Rang eines Lieutenant-General Lord Roberts in der Funktion des Oberbefehlshabers der Britisch-Indischen Armee nach. Nach dem Ausbruch des Burenkrieges übernahm er das Kommando in Natal und kommandierte die Garnison von Ladysmith bei der 118-tägigen Belagerung der Stadt. Zum General befördert, war er von 1900 bis 1904 Gouverneur von Gibraltar. 1903 wurde er von König Eduard VII. persönlich, bei dessen Besuch von Gibraltar, zum Field Marshal befördert.
In Broughshane, dem irischen Dorf, aus dem die Whites stammen, befindet sich heute ein Denkmal für George Stuart White.

## Orden und Ehrenzeichen
- Victoria-Kreuz (1879)
- Companion des Order of the Bath (1881)
- Knight Commander des Order of the Bath (1886)[1]
- Knight Commander des Order of the Indian Empire (1890)[1]
- Knight Grand Commander des Order of the Indian Empire (1893)[1]
- Knight Grand Cross des Order of the Bath (1897)[1]
- Knight Grand Commander des Order of the Star of India (1898)[1]
- Knight Grand Cross des Royal Victorian Order (1900)[1]
- Knight Grand Cross des Order of St. Michael and St. George (1901)[1]
- Member des Order of Merit (1905)[1]